# پل‌های رودخانه مند

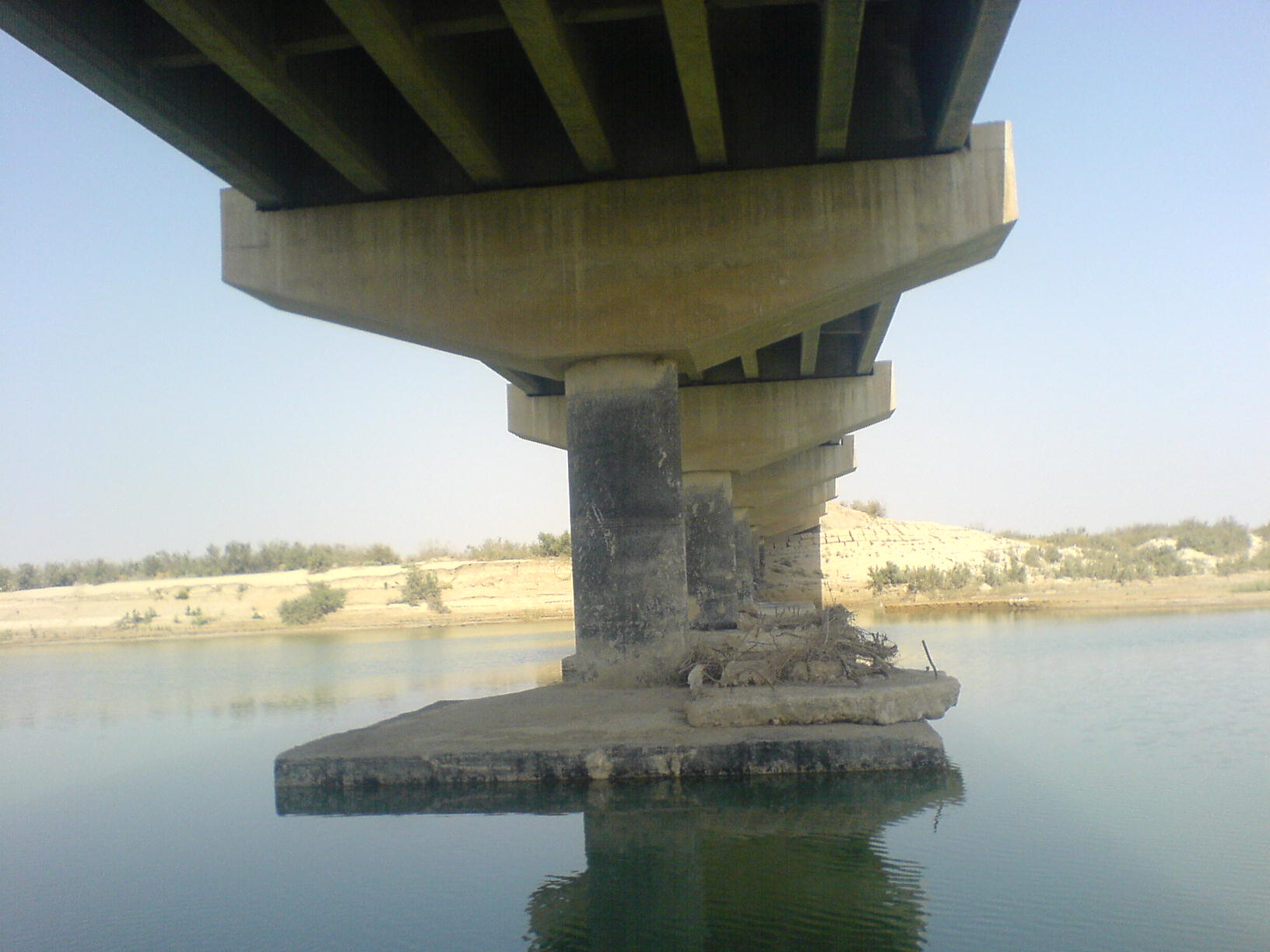
جنوبی‌ترین و دومین پل رودخانه مند (راه دیر - بوشهر)

پل‌های رودخانه مند، شامل شش پل می‌باشد.
مهم‌ترین پلها سه سازه بتنی در سه تاریخ زمانی جداگانه بر روی رودخانه مند در شهرستان دشتی یا مرز آن با شهرستان دیر ساخته شده‌اند. رودخانه مند بزرگ‌ترین رود استان بوشهر و پنجمین رودخانه دراز ایران است.
تاکنون شش سازه پل مشهور بر روی این رودخانه بنا شده‌است.

## اولین پل

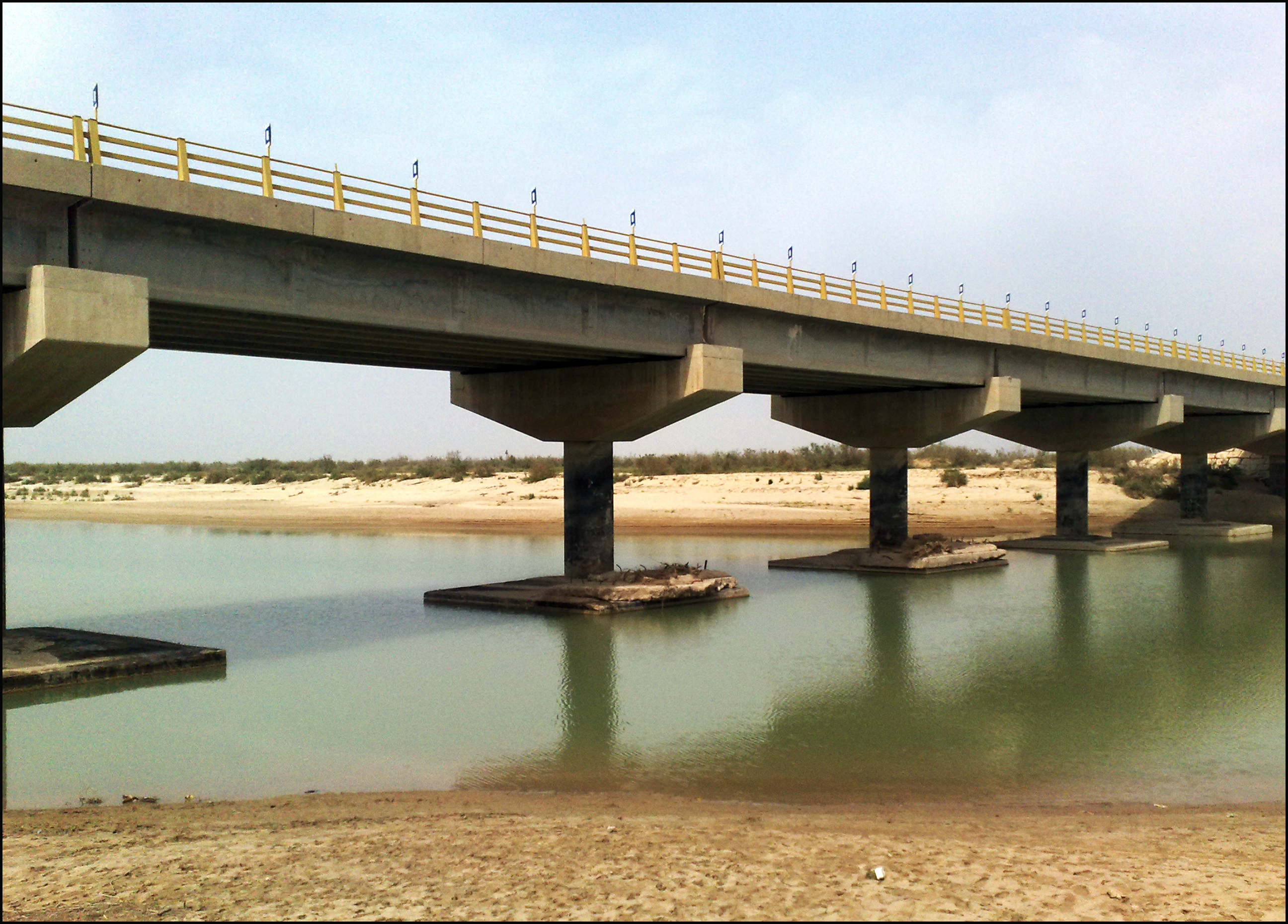
اولین پل رودخانه مند (پل شرقی)

اولین پل:، پلی بزرگ و بسیار مستحکم که بر روی رودخانه مند احداث شد به قبل از انقلاب ۱۳۵۷ برمی‌گردد و توسط شرکت آلمانی ساخته شد و تاکنون دوام خود را حفظ نموده‌است. (پل شرقی - اولین پل راه چغادک - عسلویه)

## دومین پل
دومین پل: در مسیر بوشهر - دیر توسط شرکت پیمانکاری کرشه ساخته شد که از نظر فنی طول پل در حدود ۱۴۵ متر، شامل ۷ دهانه ۷۰/۲۰ متری است؛ تابلیه پل از ۷ تیر نیمه‌پیش‌ساخته بطول ۵۰/۲۰ متر و به ارتفاع ۸۰/۱ متر و عرض بال ۶۵/۱ متر تشکیل شده که همراه با دال بتن مسلح درجا و پیاده‌روهای بتنی و دست‌انداز عرضی بالغ بر ۸۰/۱۱ متر را ایجاد نموده‌است. (جنوبی‌ترین پل در راه بوشهر - دیر، مرز شهرستان دیر و دشتی)

پل جنوبی مند از مشهورترین پل‌های منطقه و استان بوشهر است و در فاصله دو کیلومتری شمال روستای شهنیا از توابع بخش بردخون قرار دارد و تعداد زیادی از مردم بخش بردخون در حاشیه این رودخانه به کشاورزی مشغول هستند.
پروژه کنار گذر پل مند ساحلی به طول ۳۲۰ متر روی رودخانه مند و در محور بوشهر به دیر در دست احداث بوده‌است. این کنارگذر برای برطرف کردن مشکل تردد ماشین‌های سنگین با بار بیش از حد و غیرمتعارف در محور ساحلی بوشهر به دیر از شمال به جنوب استان بویژه خودروهایی که بارهای سنگین برای تأسیسات پارس جنوبی حمل می‌کنند، درنظر گرفته شده بود. این کنار گذر نیمه کاره مانده و اکنون به‌طور کامل کار آن متوقف شده و غیرقابل بهره‌برداری مانده و در حال تخریب جریان آب است.

## سومین پل
سومین پل: که در سالهای اخیر بر وری رودخانه مند ساخته شد، به طول ۷۰۰ متر و دارای ۲۸ دهنه است. پل مذکور به موازی اولین پل و به منظور کاهش بار ترافیکی محور آزاد راه چغادک - عسلویه ساخته شد. (دومین پل آزاد راه چغادک - عسلویه)

## چهارمین پل
پل چهارم یک پل فرعی است که در مسیر شنبه به باغان و شهرستان جم و ریز ساخته شده‌است.

## پنجمین پل
پل روستای کردلان بر روی مند در دشتی که به عنوان راهِ ارتباطی مهمِ بین این روستا و مرکز شهرستان محسوب می‌شود. این پل لوله ای به طول ۳۳۰ متر (بنقلی بطول ۹۰۰ متر) و عرض ۶ متر و ارتفاع ۲٫۵۰ متر و ۸۳ دهانهٔ آبرو ساخته شده‌است.

## ششمین پل
ششمین پل بزرگی که روی رودخانه مند درشهرستان دشتی ساخته شده محور کاکی به شیخیان و دهستان ساحلی کبگان و پارس شمالی را به هم متصل می‌کند.